# Аллат
Вижте пояснителната страница за други значения на Алат.
Аллат (Al-Lāt; на арабски: اللات; още ал-Лат, Алила̀т, Лат, Ила̀т) е богиня в арабската митология. Приемана е най-често като богиня на небето и дъжда.
Възможно е името Аллат да е субститут на табуираното име на божеството, като е образувано от нарицателното „илахат“ („богиня“) с определителен член „ал-“ и означава „Богинята“, „Тази богиня“.
Сред арабите от Сирийската пустиня Аллат е приемана като женско съответствие на Аллах, майка на боговете и негова съпруга. Арабите от Централна Арабия я смятат за дъщеря на Аллах, сестра на богините Манат и Уза, а тези от южните части на Централна Арабия – за дъщеря на Уза. В Палмира е смятана за съпруга на Ел, там и в Набатея е отъждествявана с древногръцката Атина. По-често обаче е отъждествявана с Афродита Урания, което се дължи на това, че повечето етнически групи я почитат като богиня на Слънцето и планетата Венера. Според Херодот „...асирийците наричат Афродита Милита, арабите – Алилат, а персите – Митра“ и още: „От боговете арабите почитат само Дионис и Урания... На своя език Дионис те наричат Ороталт, а Урания – Алилат.“
Аллат има голямо светилище в град Таиф, където е почитана и като покровителка на града. Светилището е разположено върху територия, обявена за свещенам има храм и идол, представляващ орнаментиран бял гранитен камък. Таифското светилище е разрушено от Мохамед, който отначало признава божествената природа на Аллат (както и на Манат и Уза), но впоследствие я отхвърля.